# La vie est belle (album de Gambi)
Pour les articles homonymes, voir La vie est belle.
Albums de Gambi
N'a Stragia
(2023)
La vie est belle est le premier album studio du rappeur français Gambi, sorti le 10 juillet 2020. Il est numéro 1 du top album en France une semaine après sa sortie .

## Liste des titres
| No  | Titre            | Durée |
| --- | ---------------- | ----- |
| 1.  | Vivre            | 3:21  |
| 2.  | Macintosh        | 2:26  |
| 3.  | Popopop          | 2:36  |
| 4.  | Puff puff puff   | 2:44  |
| 5.  | Festival         | 2:50  |
| 6.  | Bienvenue        | 3:00  |
| 7.  | Hé oh            | 2:59  |
| 8.  | Ouh              | 2:15  |
| 9.  | J'deviens fou    | 2:50  |
| 10. | La vie est belle | 2:43  |
| 11. | Loin d'ici       | 2:24  |
| 12. | Paris la nuit    | 3:03  |
| 13. | On s'taille      | 2:12  |
| 14. | Côte d'Azur      | 3:22  |
| 15. | Merci la hess    | 3:53  |

## Titres certifiés en France
- Macintosh  Platine [2]
- Popopop  Diamant [3]
- Puff puff puff  Platine [4]
- Hé oh  Diamant [5]
- On s'taille  Or [6]

## Classements et certification

### Classements hebdomadaires
| Classements (2019-2021)      | Meilleure position |
| ---------------------------- | ------------------ |
| France (SNEP)                | 1                  |
| Belgique (Flandre Ultratop)  | 125                |
| Belgique (Wallonie Ultratop) | 1                  |
| Suisse (Schweizer Hitparade) | 7                  |

### Certifications et ventes
| Région        | Certification | Ventes/Streams |
| ------------- | ------------- | -------------- |
| France (SNEP) | Platine       | 100 000        |